# Неайра
Неайра (на старогръцки: Νέαιρα; Neaera, Neaira) в древногръцката митология е царица на Аркадия. Тя е дъщеря на Перей (или на Клеобуле), син на Елат и внук на Аркас.
Неайра се омъжва за чичо си цар Алей, син на Афидант, цар на Аркадия. Алей основава град Тегея. Те имат децата:
- Ликург, цар на Аркадия
- Кефей, цар на Тегея в Аркадия и един от аргонавтите
- Амфидам, един от аргонавтите
- Авга, съпруга на Херакъл и майка на Телеф.